# Bradley Roland Will
Bradley Roland Will, znany jako Brad Will (ur. 14 czerwca 1970 w Evanston, zm. 27 października 2006 w Oaxaca) – amerykański reżyser filmów dokumentalnych, dziennikarz nowojorskich Indymediów, aktywista ruchu anarchistycznego, zastrzelony 27 października 2006 podczas strajku nauczycieli w Oaxaca przez bojówkę paramilitarną. Lokalna agencja prasowa Centro de Medios Libres, po obejrzeniu materiału filmowego nakręconego przez Willa podała, że jego zabójcą był członek Partii Rewolucyjno-Instytucjonalnej, lokalny polityk Pedro Carmona.